# Ramón Sainz de Varanda
Ramón Sainz de Varanda y Jiménez de la Iglesia (Taracena, 5 de enero de 1925-Zaragoza, 10 de enero de 1986) fue un destacado político de la federación aragonesa del PSOE para la cual ocupó los cargos de senador y consejero autonómico así como la alcaldía de Zaragoza.

## Primeros años
Nacido en Taracena, su padre era médico en Iriépal. Su juventud estuvo marcada por el asesinato de su padre y sus hermanos (José María y Fernando) en 1936 por los republicanos cuando él contaba once años. Tras acabar la Guerra Civil, se trasladó con su familia a San Sebastián, donde su tío Francisco Rivas era gobernador civil. En 1941 se trasladaron a la capital aragonesa.
En Zaragoza estudió el bachillerato en un colegio de los corazonistas. Se licenció en Derecho por la Universidad de Zaragoza en 1948, con premio extraordinario, de lo que se doctoraría en la misma Universidad cuatro años más tarde. Tras algún tiempo en el Cuerpo Jurídico del Aire, en 1953 entró como profesor de derecho político en la Universidad de Zaragoza, lo que compatibilizó con el ejercicio de la abogacía. Pasante en diversos bufetes, fundó en 1965 su propio despacho y terminó alcanzando el decanato del Colegio de Abogados de Zaragoza y formando parte del Consejo General de la Abogacía Española. Se le consideraba un experto en Derecho Constitucional y en el derecho foral aragonés y se destaca su obra Recopilación de las Leyes Políticas Españolas de 1957. Fue fundador del Real Instituto de Estudios Europeos en Zaragoza y miembro de muchas otras asociaciones como los institutos de Estudios Políticos y de Estudios del Derecho Aragonés o de la Asociación Española de Ciencias Políticas.

## Actividad política en la transición
Con la Transición española a la democracia a la muerte de Franco participó en los sectores aperturistas. Desde su juventud vinculado a los sectores socialistas y autonomistas, con la llegada de la democracia se afilió al PSOE y a la UGT en 1976. En las elecciones de 1977 formó parte de las listas de la Candidatura Aragonesa de Unidad Democrática, que agrupaba a socialistas, reformistas y progresistas, al Senado de España, siendo el más votado de la provincia de Zaragoza con 184.157 votos. En el Senado se unió al Grupo Parlamentario Socialista (PSOE). La legislatura en que participó estuvo marcada por la redacción de la actual constitución española, en la que colaboró. Además, fue secretario primero de la Comisión de Obras Públicas y Urbanismo, Transportes y Comunicaciones, además de vocal de forma temporal en las Comisión de Suplicatorios y en la Comisión Especial de Autonomías.
Paralelamente fue uno de los pioneros en el proceso autonómico en Aragón. Fue miembro tanto de la Asamblea Regional de Aragón como del gobierno preautonómico, en la cartera de Obras Públicas y Urbanismo. 

## Alcalde de Zaragoza
En 1979 lideró las listas del PSOE a la alcaldía de Zaragoza, ganando. Fue reelegido el 1983, y ocupaba todavía el cargo cuando falleció en 10 de enero de 1986 a consecuencia de una larga enfermedad. En su actividad municipal había llegado a presidir la Federación Española de Municipios y Provincias. 
Como alcalde de Zaragoza protagonizó una reforma administrativa del ayuntamiento y un nuevo plan urbanístico. Fue responsable entre otras cosas de la apertura del Puente de la Almozara al tráfico rodado (una vez abandonado su uso ferroviario), a medida que Zaragoza impulsaba su crecimiento en la margen izquierda con el Plan ACTUR, y del cierre de la Operación Cuarteles que devolvió a la ciudad diferentes espacios en manos militares como el Palacio de la Aljafería (que pasó a ser la sede de las Cortes de Aragón), el cuartel de San José (derribado para la ampliación del Camino de las Torres hasta el Ebro), el cuartel de Hernán Cortés (derribado igualmente para crear la biblioteca de Aragón y viviendas y aparcamientos en Doctor Cerrada), el Cuartel Palafox (reaprovechado como sede de varias instituciones municipales y de la Escuela de Música, Danza y Teatro), la Sociedad Hípica Zaragozana (abierta al público general como espacio deportivo), los cuarteles u polvorines de Torrero (derribados para ampliar la avenida de San José y el cementerio de Torrero) o el cuartel de automovilismo (derribado para ensanchar el paseo de Echegaray y Caballero y crear un centro de salud). 
Al igual que con los cuarteles, el consistorio de Sainz de Varanda procedió a una reorganización de las instalaciones de Mercazaragoza, concentrando en el polígono de Cogullada las actividades agroalimentarias y liberando espacios urbanos. Sainz de Varanda fue también uno de los promotores del museo Pablo Gargallo, que tuvo una primera sede en el antiguo matadero de Zaragoza. Otros procesos de regeneración urbana ocurridos o planeados durante su mandato (a veces culminados al comienzo del mandato de su sucesor Antonio González Triviño dada la temprana muerte de Sainz de Varanda) incluyeron el traslado de la feria de muestras de Zaragoza y la rehabilitación de su antiguo emplazamiento cerca de la Romareda como área comercial y el cierre de la ronda interna con la construcción del puente de Las Fuentes.
Desde un punto de vista político, su etapa en el ayuntamiento implicó un proceso de apertura política a nivel local paralelo a la transición política nacional. Así, en 1979 a iniciativa suya los restos de unos 2500 fusilados fueron trasladados a una fosa común en el cementerio de Torrero bajo un monumento que señala «a cuantos murieron por la libertad y la democracia». y se le atribuye la decisión de la construcción del monumento a los aragoneses en campos de concentración alemanes en el actual Parque José Antonio Labordeta. También se recuperó la antigua fiesta popular de la cincomarzada y el nombre de la calle Cinco de Marzo, que había sido eliminada por sus connotaciones anticarlistas. Sainz de Varanda fue también responsable de un cambio de posición del consistorio con respecto a la presencia estadounidense en la Base Aérea de Zaragoza. Se le atribuye asimismo una importante cercanía al exilio chileno en España opuesto a la dictadura de Pinochet, con amistad personal con disidentes como Erich Schnake o Rolando Mix.

## Reconocimientos
Estuvo casado con Juana Alierta, hija del también alcalde de Zaragoza Cesáreo Alierta, con la que tuvo un hijo llamado Fernando, actualmente abogado y vicepresidente del Real Zaragoza. Tras su muerte el pleno municipal acordó entregarle la medalla de oro de la ciudad. Hoy en día, en Zaragoza, una calle del distrito Universidad, una plaza en San Gregorio y un colegio público de Torrero llevan su nombre.